# Funchalia sagamiensis
Funchalia sagamiensis är en kräftdjursart som beskrevs av Fujino 1975. Funchalia sagamiensis ingår i släktet Funchalia och familjen Penaeidae. Inga underarter finns listade i Catalogue of Life.